# 格瓦伊汉纳斯国家海洋保护区域保留地和海达文物古迹
格瓦伊汉纳斯国家海洋保护区域保留地(英語：Gwaii Haanas National Marine Conservation Area Reserve and Haida Heritage Site)，是一座由加拿大政府建立的国家海洋保护区域保留地，位于不列颠哥伦比亚的海达瓜依島的最南岸。